# Inti De Ceukelaire
Inti De Ceukelaire (Aalst, 14 mei 1995) is een Belgisch ethische hacker en internetondernemer. Hij werd bij het grote publiek bekend door het manipuleren van een Twitterbericht van de Amerikaanse president Donald Trump.

## Biografie
De Ceukelaire was in 2016 te zien in het televisieprogramma 'Opgejaagd' op VIJF, waarin hij samen met de Nederlandse presentator Jan Kooijman cyberstalkers en catfishprofielen ontmaskerde.
Hij werkte tot 2018 als webredacteur bij Studio Brussel, waarna hij medevennoot werd van cybersecurity start-up Intigriti, een Europees platform voor ethische hackers.
In augustus 2018 werd hij wereldkampioen hacken. Vanaf 2021 tourt hij rond met de lezing 'Hackefietjes', waarin hij terug blikt op akkefietjes waarmee hij tijdens zijn zoektocht naar ethiek te maken kreeg.

## Projecten, stunts en publicaties
De Ceukelaire verwierf internationale bekendheid door verscheidene stunts en onderzoeken rond het thema cybersecurity en privacy.
- 2015 - "Ben jij een pornomens?": een website die aan de hand van een computers cachegeheugen de zoekgeschiedenis kon achterhalen.[10][11]
- 2015 - "Belgbook": een website die het toe liet om als niet-geregistreerde Facebookgebruiker pagina's te bekijken.[12][13][14][15]
- 2016 - "Why you shouldn't share links on Facebook": een techniek om links uit privéberichten te achterhalen.[16][17]
- 2017 - Manipulatie Trump Tweet: door een verlopen domeinnaam op te kopen slaagde De Ceukelaire er in om een Aalsterse carnavalsvideo in een tweet van de Amerikaanse president Donald Trump te plaatsen.[18][19][20][21]
- 2017 - Via een functionaliteit binnen Facebook weet De Ceukelaire het privémailadres van Melania Trump te bemachtigen, waarop hij haar een ludieke e-mail stuurt.
- 2017 - De Ceukelaire publiceert een Facebookscanner (later hernoemd naar StalkScan) die wijst op privacyproblemen binnen Facebooks Graph Search. Via de tool slaagde hij er in om de uitkomst van de Vlaams-Nederlandse realityserie Temptation Island te voorspellen.[22] Door de aanhoudende druk en privacy-incidenten beslist Facebook in 2019 uiteindelijk om Graph Search functionaliteit stop te zetten.[23][24]
- 2017 - De Ceukelaire kaart een probleem in Facebooks zoekfunctionaliteit aan waardoor telefoonnummers eenvoudig te achterhalen zijn via Facebook.[25][26][27] Het bedrijf reageert dat ze niet van plan zijn om dit op te lossen.[28]
- 2017 - De Ceukelaire ontdekt een kwetsbaarheid in helpdesksystemen die naar eigen zeggen honderden bedrijven treft en later de naam Ticket Trick meekrijgt.[29][30][31] Het bedrijf Portswigger roept de techniek later dat jaar uit tot 'top hacking technique' van 2017.[32]
- 2018 - De Ceukelaire wijst op een veiligheidsprobleem in Name Tests, een uitgever van persoonlijkheidsquizzen op sociale media. In een reactie reikt Facebook een premie uit onder hun gegevensmisbruikprogramma.[33][34]
- 2018 - Publicatie vals nieuws op de website van het Vaticaan: via een aangepaste link laat De Ceukelaire Paus Franciscus Aalst schijnbaar uitroepen tot heilige stad.[35][36][37]
- 2019 - Met 'stap twee' lanceert De Ceukelaire een initiatief waarbij hij 2 euro doneert aan de Stichting tegen Kanker voor iedereen die tweestapsverificatie aanzet voor hun online accounts.[38][39]
- 2019 - De Ceukelaire stelt Facebooks zoekfunctie opnieuw in vraag, wanneer hij aantoont dat het zoekalgoritme seksistische kanten vertoont door foto's van vrouwen in bikini aan te bevelen.[40][41]
- 2021 - Nadat blijkt dat de telefoonnummers van 533 miljoen Facebookgebruikers online circuleren, lanceert De Ceukelaire benikerbij.be waarbij Belgische gebruikers kunnen nagaan of hun telefoonnummer gelekt is.[42] Aan BBC News vertelde de Ceukelaire dat hij het probleem waardoor de telefoonnummers gelekt werden eerder al had gemeld aan Facebook, maar dat er toen geen gehoor aan werd gegeven.[43][44]
- 2022 - De Ceukelaire waarschuwt voor een privacylek in parkeerapplicaties, waardoor automobilisten te volgen zijn aan de hand van nummerplaatherkenning. In een onderzoek met 120 deelnemers wist De Ceukelaire 29% van de wagens te lokaliseren. Als reactie lanceert De Ceukelaire Not My Plate, een webapplicatie waarbij weggebruikers via een GDPR-verzoek aan parkeerapplicaties kunnen vragen hun nummerplaat niet langer doorzoekbaar te maken.[45][46][47]

## Erkentelijkheid
- 2018 - The Most Valuable Hacker award van HackerOne, officieuze WK hacken.[48][49]
- 2020 - IT Person of the Year award van Computable.[50][51]
- 2023 - Young Cybersecurity Professional of The Year award van de Cyber Security Coalition.[52]